# Internationaler Matchball Standard

Das Logo des IMS

Als Internationaler Matchball Standard bezeichnet die FIFA die Prüfsiegel der nach ihren Produktqualität-Standard-Mindestvorgaben hergestellten Fußbälle. Ausschließlich diese dürfen bei Hallen- oder Freiluftturnieren der FIFA sowie ihrer sechs Basis-Konföderationen verwendet werden. Die Bezeichnung ist das kostengünstige technische Äquivalent zum gebührenpflichtig zu lizenzierenden FIFA Inspected-Siegel.

## Kriterien
Die einzuhaltenden vorgegebenen Messwerte beziehen sich auf die Dimensionen:
1. Gewicht
2. Umfang
3. Kugelform
4. Druckverlust
5. Wasseraufnahme
6. Rückprall

Für das noch höheren Rang beanspruchende FIFA-Approved-Zeichen müssen die sechs Labortests auf einem höheren Niveau bestanden sein und außerdem ein siebter Test erfolgreich verlaufen, nämlich:
- Erhalt von Form und Größe (im Schusstest).

## Zugelassene Prüflabore
In Deutschland sind gegenwärtig nur wenige Forschungs- und Prüflabore offiziell zugelassen, nach FIFA-Richtlinien Zertifikate zu erteilen. Sie müssen einem der beiden offiziellen Arbeitsgemeinschaften industrieller Forschungsvereinigungen angehören. Das gilt z. B. für das Prüf- und Forschungsinstitut Pirmasens (PFI) in der rheinlandpfälzischen ehemaligen Schuhhersteller-Industriestadt Pirmasens. Das PFI vertreibt ihr patentiertes Prüfgerät, das eine Kugelform-Abtastung in Sekundenabstand zulässt, derzeit weltweit an Fußballhersteller.

## Geschichtliches, Rechtliches
Schon seit dem Inkrafttreten der FIFA-Richtlinie am 1. Januar 1996 sind bei Freiluft-Turnieren der FIFA sowie der sechs Konföderationen nur noch Fußbälle von Anbietern zulässig, die ihre Produkte stichprobenhaft in anspruchsvollen Testverfahren auf ihre messbaren Gebrauchseigenschaften haben prüfen lassen. Die Bälle müssen hohen technischen Qualitätsmaßstäben genügt haben, um die begehrten offizielle Aufschriften FIFA Approved, FIFA Inspected oder International Matchball Standard tragen zu dürfen. Ab dem 1. Januar 2000 ist die gleiche Qualitätslabortestung und Zertifizierung auch bei Fußbällen vorgeschrieben, die bei Hallen-Turnieren im Zusammenhang internationaler Wettkämpfe der FIFA sowie der Konföderationen eingesetzt werden.
Hersteller bzw. Handelsfirmen, die selbst produzieren lassen, wird nahegelegt, einen Lizenz-Vertrag mit der FIFA einzugehen, um durch das Prestige der entsprechenden Qualitätssiegel-Aufschriften hohe Markenhersteller-Preise für das Produkt verlangen zu können.